# شباب متحولون جنسيا
الشباب المتحولون جنسيًا أو الشباب العابرون جندريًا، هم الشباب غير المتماهين مع جنسهم المحدد عند الولادة. يواجه الشباب العابرون جندريًا تحديات مختلفة مقارنةً بالبالغين، وذلك نظرًا لاعتمادهم على آبائهم عادةً في الرعاية والمأوى والدعم المالي وغيرها من الاحتياجات، فضلًا عن تردد معظم الأطباء في تقديم العلاجات الطبية لهم.

## الإفصاح عن ميولهم الجندرية
لا تتقبل شريحة واسعة من العامة العابرين جندريًا في العديد من أنحاء العالم، لكن لا يضطر الشباب العابرون جندريًا إلى مواجهة التمييز ضدهم وحسب، بل عليهم مواجهة الإقصاء الأسري أيضًا. قد يشعر الشباب العابرون جندريًا بالخوف من الإفصاح عن هويتهم الجندرية قبل أن يشعروا بالأمان إزاء هذا الإفصاح (أو الخروج من "القوقعة") أمام آبائهم وأفراد أسرتهم وأصدقائهم في الوقت الذي يجدونه ملائمًا. يُعرّف قاموس ميريام وبستر مصطلح الإفصاح عن الميول الجندرية (أو الخروج من "القوقعة") على أنه إعلان الشخص صراحةً عن شيء مخفي سابقًا حول ذاته، أو إعلان الشخص صراحةً عن توجهه المثلي. يُفسر مجتمع الميم هذا المصطلح على أنه اعتراف الشخص بهويته الجنسية أو الجندرية وإعلانها أمام الجميع.

### التقبّل الأسري
يترك التقبّل الأسري أثرًا كبيرًا على حياة الشباب العابرين جندريًا. قد يستحيل التنبؤ بردود فعل الوالدين بعد إخبار طفلهم لهم حول هويته الجندرية، فقد تنطوي هذه العملية على العديد من المخاطر بالنسبة للكثير من الشباب العابرين جندريًا. قد يتخذّ الآباء موقفًا سلبيًا إزاء مثل هذه الأخبار في الكثير من الحالات، إذ يتبرأ بعض منهم من أطفالهم أو يطردون أبناءهم الشباب خارج المنزل. تشير الأبحاث الحالية إلى ارتفاع احتمالية تعرّض الشباب العابرين جندريًا في نظام قضاء الاحداث إلى رفض أسري و/أو إساءة و/أو إهمال في السابق بعد إفصاحهم عن ميولهم الجندرية في سن مبكرة، وذلك مقارنةً بالشباب غير العابرين جندريًا. يعتمد الشباب العابرون جندريًا على آبائهم للحصول على الدعم والتقبل، لذا قد يصبحون غير مستقرين عاطفيًا بعد إقصاء أسرتهم لهم ما يدفعهم إلى الندم على قرارهم بالإفصاح عن ميولهم الجندرية. وفي المقابل، يساند بعض الآباء أبنائهم ويمدّون لهم يد المساعدة بغية إرشادهم خلال مراحل التغيير.[بحاجة لمصدر] على سبيل المثال، قد يبحث الوالدين عن مستشارين وأطباء يعتمدون آلية التمييز الجندري الإيجابي، أو قد يضمّون أطفالهم إلى مجموعات داعمة لمجتمع الميم. ينضم العديد من الآباء إلى منظمات مثل بيفلاغ (جمعية آباء وأسر وأصدقاء المثليات والمثليين)، وذلك بهدف الالتقاء بآباء آخرين وتعلم كيفية مساندة أطفالهم. بالإضافة إلى ما سبق، قد تتغير ردود أفعال الآباء إزاء أطفالهم العابرين جندريًا بمرور الوقت، فمن الممكن أن يتحول موقف الآباء السلبي والعدائي إلى دعم لأطفالهم العابرين جندريًا في نهاية المطاف.

### الدعم
أشارت معظم الأبحاث إلى دور الدعم والتقبل الأسري للشباب العابرين جندريًا، إذ يساعدهم هذا الدعم في عيش حياة أكثر إيجابية من حيث صحتهم النفسية والبدنية والعاطفية.
ذكرت الأبحاث عدة طرق يُظهر من خلالها آباء الشباب العابرين جندريًا أو الأوصياء عليهم دعمهم وتقبلهم لأطفالهم، إذ تتجلى إحدى هذه الطرق في فسح المجال للطفل كي يتحدث عن هويته الجندرية. تبيّن أن الشباب العابرين جندريًا الذين لعب آبائهم دورًا داعمًا أكثر نجاحًا واستقرارًا من الناحية العاطفية مقارنةً بأولئك الذين اتخذ آبائهم موقفًا تقييديًا أو اعتراضيًا ضدهم. يساهم حل المشاكل مباشرةً عند ظهورها خلال المرور بمراحل التغيير في تخطي هذه المراحل بشكل أفضل، مقارنةً بفرض الآباء لوجهات نظرهم وتحكمهم بالأطفال في أثناء المرور في هذه المراحل. بالإضافة إلى ذلك، يساعد وضع المختصين وغيرهم من الأفراد المهمين في صورة حياة الطفل في إنشاء شبكة دعم للشباب العابرين جندريًا.
يُعتبر حصول الآباء على المعلومات الكافية أمرًا في غاية الأهمية عندما يتعلق الأمر بمساعدة الشباب العابرين جندريًا والدفاع عنهم. يعزز حصول الآباء على هذه المعلومات من قدرتهم على تزويد الشباب بالموارد المتعلقة بهويتهم الجندرية مثل الرعاية الطبية، والاستشارات، والأدبيات التربوية، ومجموعات الشباب المحلية التي تساعد الشباب في التواصل مع أفراد آخرين من مجتمع العابرين جندريًا.